# Аберкарн
Аберка̀рн (на уелски: Abercarn, произношение в Англия по-близко до Абъркарн) е град в Южен Уелс, графство Карфили. Разположен е близо до река Ебу на около 15 km на север от централната част на столицата Кардиф. Има жп гара. Добив на каменни въглища и производство на чугун и калайдисана ламарина. Населението му е 4793 жители според данни от преброяването през 2001 г.